# 良覆盖
在数学中，拓扑空间 {\displaystyle X} 的一个覆盖是一个开集族使得 {\displaystyle X} 是这些开集的并集。在代数拓扑中，一个覆盖被称为 良覆盖 若其中的开集以及这些开集的所有有限交 {\displaystyle U_{\alpha _{1}\ldots \alpha _{n}}=U_{\alpha _{1}\ldots \alpha _{n-1}}\cap U_{\alpha _{n}}} 都是可收缩空间(Petersen 2006)。
良覆盖的概念最先由Bott & Tu (1982)引入到微分流形上，并要求 {\displaystyle U_{\alpha _{1}\ldots \alpha _{n}}} 微分同胚于 {\displaystyle n}维 欧几里德空间 {\displaystyle \mathbb {R} ^{n}}。

## 应用
引入良覆盖这一概念的一大原因是纤维丛的勒雷谱序列在良覆盖上退化，因而对应于良覆盖的Čech上同调与拓扑空间的Čech上同调一致。（这样的覆盖被称为勒雷覆盖。)

## 例子
二维球面 {\displaystyle S^{2}} 可由两个可收缩集覆盖：取一组对立的半球面的邻域（略微大于半球面的开集）即可。然而，这两个集合的的交集是的一个不可收缩集，类似赤道带。{\displaystyle S^{2}} 的良覆盖至少需要四个开集。其中一种构造为：取球面的内接四面体，投射到球面上，并取这四个集合的邻域。